# 7267 Victormeen
A 7267 Victormeen 1943 DF egy marsközeli kisbolygó. Oterma, L. fedezte fel 1943. február 23-án.